# Hur säker är bilen?
Hur säker är bilen? (dt. Wie sicher ist das Auto?) ist ein seit 1983 zweijährlich erscheinender Report der schwedischen Versicherungsgruppe Folksam. Für Automodelle wird auf Basis von Statistiken realer Unfälle das relative Risiko auf Tod oder dauerhafte Behinderung bewertet. Die sichersten Automodelle erhalten Auszeichnungen oder Kaufempfehlungen.

## Methodik
Die Auswertungen beruhen auf Unfalldaten aus dem nationalen Informationssystem STRADA (Swedish Traffic Accident Data Acquisition). Herangezogen werden:
- Polizei-Reporte von Kollisionen zweier Autos. Hierbei hängt das Ergebnis stark vom Crashverhalten und der Masse der Autos ab.
- Reporte der Rettungsdienste über Verletzungen.[1]

Die Zahlen der in den Auswertungen berücksichtigten Autounfälle und verletzten Personen sowie der ausgewerteten Automodelle belaufen sich wie folgt:
| Report | Unfälle   | Unfälle | Verletzte | Verletzte | Automodelle |
| Report | Zeitraum  | Anzahl  | Zeitraum  | Anzahl    | Automodelle |
| ------ | --------- | ------- | --------- | --------- | ----------- |
| 2001   | 1994–2000 | 62.000  | k. A.     | k. A.     | 95          |
| 2003   | 1994–2002 | 76.100  | k. A.     | 27.600    | 105         |
| 2005   | 1994–2004 | 94.100  | k. A.     | 35.400    | 138         |
| 2007   | 1995–2007 | 117.000 | k. A.     | 38.000    | 170         |
| 2009   | 1995–2008 | 105.000 | k. A.     | 29.000    | 190         |
| 2011   | 1995–2010 | 115.000 | k. A.     | 31.500    | 172         |
| 2013   | 1994–2013 | 158.000 | 2003–2013 | 38.000    | 238         |
| 2015   | 1994–2015 | 178.000 | 2003–2015 | 50.000    | 254         |

Alle Unfälle mit einem bestimmten Automodell werden analysiert, um das Verletzungsrisiko der Insassen im jeweiligen Automodell im Verhältnis zum Durchschnittsauto zu ermitteln. Berücksichtigt wird dabei der Grad der aufgetretenen Verletzungen. Beispielsweise ist das Risiko von dauerhafter Behinderung bei einer Kopfverletzung wesentlich größer als bei einem Rippenbruch. Ein Automodell erhält daher eine schlechtere Bewertung, wenn die Anzahl an Kopfverletzungen im Vergleich zur Anzahl an Rippenbrüchen groß ist. Dadurch wird eine Maßgröße für das Risiko auf Tod oder dauerhafte Behinderung im Fall eines Unfalls für das jeweilige Automodell im Verhältnis zum Durchschnittsauto bestimmt.
Auf diese Weise soll die Einschränkung von Crashtests umgangen werden, dass deren Ergebnisse nicht zu 100 Prozent mit dem Verhalten der getesteten Automodelle unter realen Unfallbedingungen übereinstimmen. Zudem erfolgt die Bewertung der Automodelle im Gegensatz zu Crashtests klassenübergreifend. Dadurch kann die passive Sicherheit von Automodellen verschiedener Klassen miteinander verglichen werden. Ferner kann so die Sicherheit von Automodellen miteinander verglichen werden, die (z. B. baujahrsbedingt) nicht demselben Crashtest-Verfahren unterzogen worden sind.
In einem Papier der ESV-Konferenz (International Technical Conference on the Enhanced Safety of Vehicles) 2001 wurde eine Korrelation zwischen der Bewertung von Automodellen im Euro-NCAP-Crashtest und im Folksam-Report festgestellt. Pro Stern im Euro-NCAP-Crashtest nehme das Risiko auf Tod oder dauerhafte Behinderung um 7 % ab.
Bis ein neues Automodell aufgrund hinreichender Anzahl an Unfällen in den Report einbezogen wird, vergehen mindestens zwei bis drei Jahre.

## Sicherste Autos
| Report | Automodell(e)                                                                   |
| ------ | ------------------------------------------------------------------------------- |
| 2001   | Volvo S70/V70 (98–00)                                                           |
| 2003   | Saab 9-5 (98–)                                                                  |
| 2005   | Saab 9-5 (98–), Saab 9-3 (98–03)                                                |
| 2007   | Toyota Avensis (03–)                                                            |
| 2009   | Toyota Avensis (03–08)                                                          |
| 2011   | Toyota Avensis (03–08), Volvo S60 (00–09), Volvo V70 (00–07), Volvo S80 (98–06) |
| 2013   | Volvo V70/S80 (07–), Volvo S60/V60 (10–)                                        |
| 2015   | Volvo V70/S80/S60/V60/XC60 (07–)                                                |

## Ergebnisse

### 2013
Das Risiko auf Tod oder dauerhafte Behinderung lag bei Automodellen mit Markteinführung von 2010 bis 2013 um 48 % niedriger als bei Automodellen mit Markteinführung von 1980 bis 1984. Das Risiko auf Tod lag bei Automodellen mit Markteinführung von 2005 bis 2013 um 86 % niedriger als bei Automodellen mit Markteinführung von 1980 bis 1984.
| Automodell                                              | % besser als Durchschnittsauto |
| ------------------------------------------------------- | ------------------------------ |
| Volvo V70/S80 (07–), Volvo S60/V60 (10–)                | 59                             |
| Honda CRV (98–06)                                       | 47                             |
| Volvo S60 (00–09), Volvo V70 (00–06), Volvo S80 (98–06) | 46                             |
| BMW 5er-Reihe (04–09)                                   | 44                             |
| Audi A4 (01–07)                                         | 43                             |
| Mitsubishi Galant (97–03)                               | 42                             |
| VW Passat (08–)/CC (12−)                                | 42                             |
| Volvo XC90 (02–)                                        | 42                             |

### 2015
Das Risiko auf Tod oder dauerhafte Behinderung lag bei Automodellen mit Markteinführung von 2010 bis 2014 um 52 % niedriger als bei Automodellen mit Markteinführung von 1980 bis 1984. Das Risiko auf Tod lag bei Automodellen mit Markteinführung von 2007 bis 2012 um 85 % niedriger als bei Automodellen mit Markteinführung von 1977 bis 1981.
| Automodell                                                 | % besser als Durchschnittsauto |
| ---------------------------------------------------------- | ------------------------------ |
| Volvo V70/S80 (07–), Volvo S60/V60 (10–), Volvo XC60 (08–) | 51                             |
| Volvo XC90 (02–15)                                         | 48                             |
| Honda CRV (98–06)                                          | 47                             |
| BMW 3er-Reihe (12–)                                        | 46                             |
| BMW 5er-Reihe (04–09)                                      | 46                             |
| Audi A4 (08–)                                              | 45                             |
| VW Sharan, Seat Alhambra, Ford Galaxy (96–)                | 41                             |
| VW Passat (08–14)                                          | 40                             |
| Mercedes C-Klasse (07-13)                                  | 40                             |
| Toyota RAV4 (05–12)                                        | 40                             |